# Oberonia gigantea
Oberonia gigantea är en orkidéart som beskrevs av Noriaki Fukuyama. Oberonia gigantea ingår i släktet Oberonia och familjen orkidéer. Inga underarter finns listade i Catalogue of Life.